# Storia della moda 1750-1775

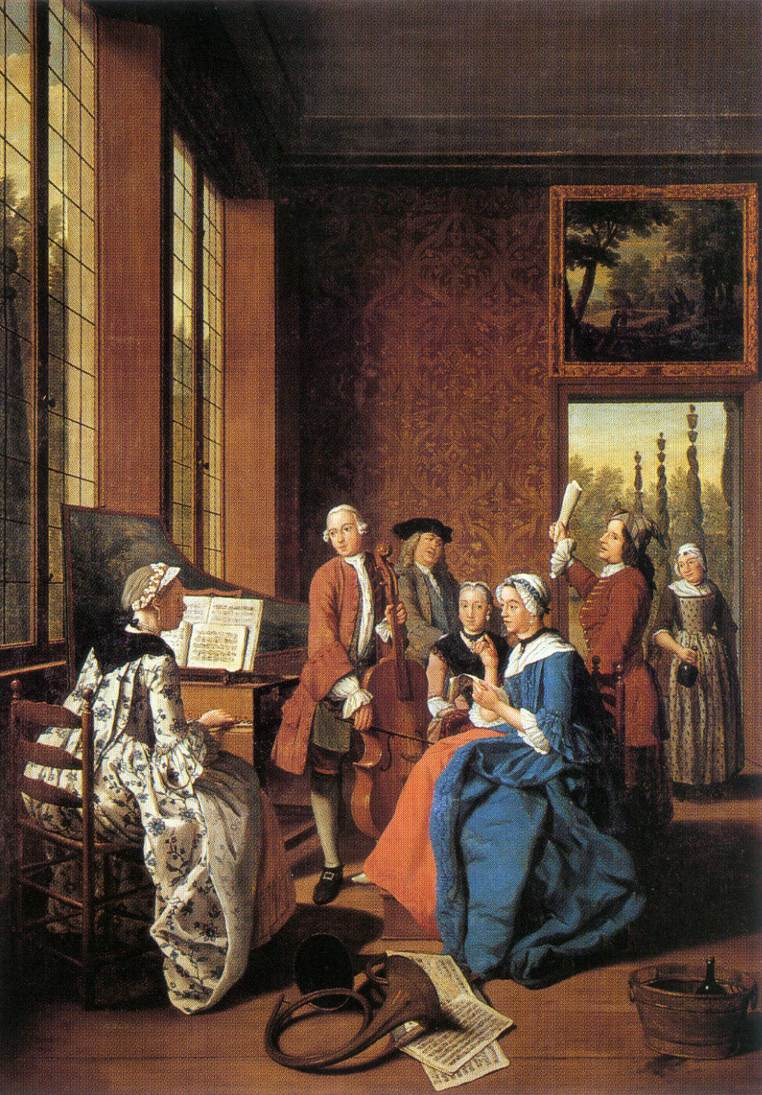
Concerto in un interno di Jan Josef Horemans il Giovane di Antwerp, 1764. Gli abiti maschili e femminili presenti nel dipinto sono tipici del terzo quarto del XVIII secolo.

La storia della moda nel periodo 1750–1775 nell'Europa occidentale e nelle colonie americane è caratterizzata da una notevole abbondanza e complessità di decorazioni negli abiti, sullo stile artistico del rococò che caratterizzò il medesimo periodo in pittura, architettura e scultura. Lo stile inglese e francese iniziarono a differenziarsi notevolmente rispetto al passato. Lo stile francese elaborò uno stile di corte estremamente elegante, colorato e ricco di decorazioni con la figura iconica della regina Maria Antonietta.
Dopo aver raggiunto il proprio picco a metà secolo, le gonne a crinolina e a paniere iniziarono a ridursi di diametro nella seconda metà del Settecento, ma rimasero una parte fondamentale del vestiario femminile. Le acconciature si mantennero elaborate, con parrucche alte che divennero un tratto distintivo in particolare degli anni '70 del Settecento. Per gli uomini continuarono ad essere alla moda giubbe, giustacorpi e braghe come nei decenni precedenti.
Lo stile inglese era invece maggiormente pratico, adatto alla vita di campagna, con l'impiego di stoffe meno pregiate e ricamate. Questo stile di vita si rifletteva anche nei dipinti. Se i francesi preferivano ritratti in ambienti chiusi, dimostrando affinità al lusso anche nei loro costumi, gli inglesi preferivano invece un gusto più "egualitario" e pastorale.

## Moda femminile

La principessa Enrichetta di Francia in abito di corte mentre suona la viola da gamba, c. 1750–52, dipinto di Jean-Marc Nattier

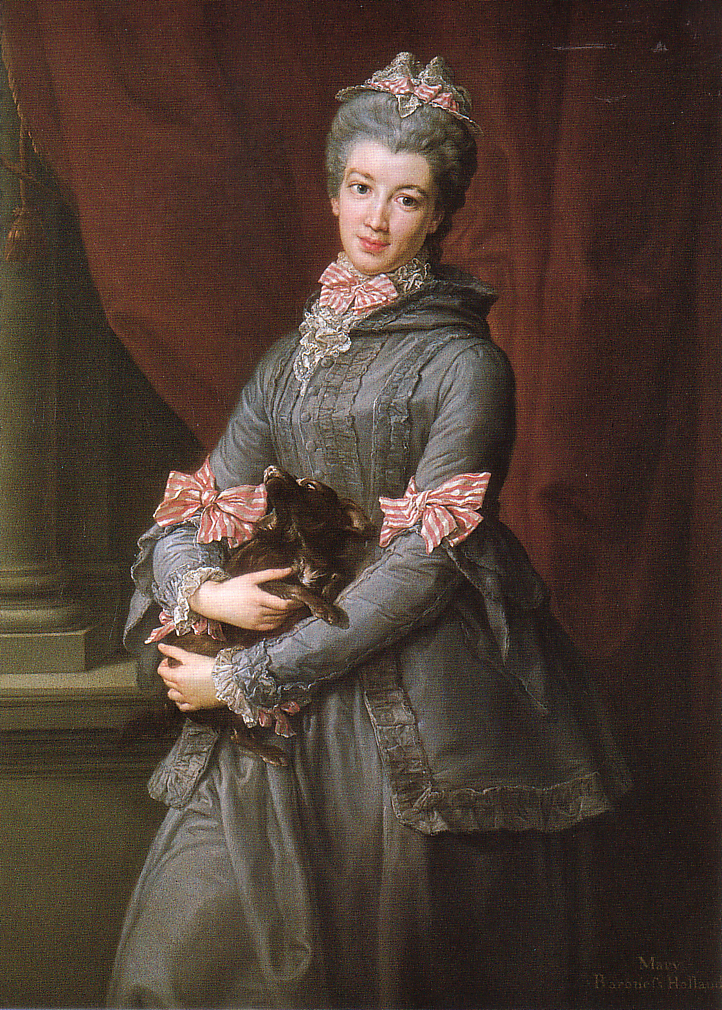
Lady Mary Fox indossa un abito Brunswick di seta grigio ornato con nastri rosa, 1767

La moda femminile dell'epoca mantenne una certa enfasi sulla forma conica del torso ottenuta tramite stretti corpetti con stecche in osso di balena e ampie gonne. Continuarono parimenti ad essere indossate gonne con crinolina che raggiunsero dimensioni notevoli a metà del secolo, talvolta con l'uso di panieri. Gli abiti di corte erano estremamente ingessati e poco confortevoli così da non consentire rilassamenti a chi si trovava alla presenza del re, mantenendo inoltre una postura impeccabile. Molti di questi abiti, addirittura, non potevano essere lavati a causa del materiale preziosissimo con cui erano utilizzati e di conseguenza venivano utilizzati raramente e solo in occasioni estremamente formali.

### Gonne
La moda degli anni 1750–1775 imponeva una l'uso di gonne indossate sopra una sottogonna e molte erano aperte per consentire di vedere le differenze di stile e colore con l'indumento inferiore. Estremamente decorativi erano anche i corpetti che potevano essere finemente ricamati.
Pizzi e fiocchi di seta erano ancora largamente in uso, come pure iniziarono ad essere sempre più utilizzati lungo la scollatura per esaltare la linea del seno, mentre per contro iniziarono ad essere utilizzati dei "fichu", dei coprispalle leggeri che potevano essere annodati sul davanti.
La robe à la française era la gonna aperta sul davanti per lasciare spazio alle decorazioni della sottogonna, mentre la robe à l'anglaise appariva chiusa completamente, ma era per contro molto più drappeggiata.
Iniziò a diffondersi anche il vestito "alla Brunswick", un abito in due pezzi di origine tedesca composto da una giacca a maniche lunghe stretta in vita e con due code sottostanti e una gonna in coordinato. Questo divenne sempre più l'abito da viaggio per la sua praticità.
L'abito di corte, il grand habit de cour mantenne ancora i dettami degli anni '70 del Seicento. Esso era composto da una scollatura ovale e dall'uso di busti e corpetti rigidi. Ovunque era un fiorire di ricami preziosi, pizzi e fiocchi.
Entrarono in uso anche le "shortgowns", delle gonne più corte di quelle in uso sino all'epoca, ma venivano preferite per il vestiario casalingo e divennero particolarmente popolari tra le donne della classe lavoratrice inglese e americana.
Come nei periodi successivi, si mantennero in uso per le donne anche abiti da caccia simili a quelli maschili.

### Intimo
La camicia rimase un oggetto fondamentale per l'intimo femminile. Le mutande erano in uso solo presso le classi più agiate.
Significativo per il periodo fu l'impiego  di busti irrigiditi da stecche di balena o d'osso o persino in alcune parti d'avorio.  Questi facevano assumere alle dame una postura  retta con la schiena schiacciando il seno e nel contempo premevano sulla vita così da farle avere un aspetto cilindrico particolarmente apprezzato. Ovviamente i corpetti si diffusero presso la classe aristocratica, mentre le classi meno elevate facevano uso dei busti incordati, cioè irrobustiti da corde inserite al posto delle stecche. 
Iniziarono a diffondersi anche nella moda femminile delle giubbe realizzate in lana e materiali più pesanti, per far fronte ai climi rigidi dell'Europa e dell'America.

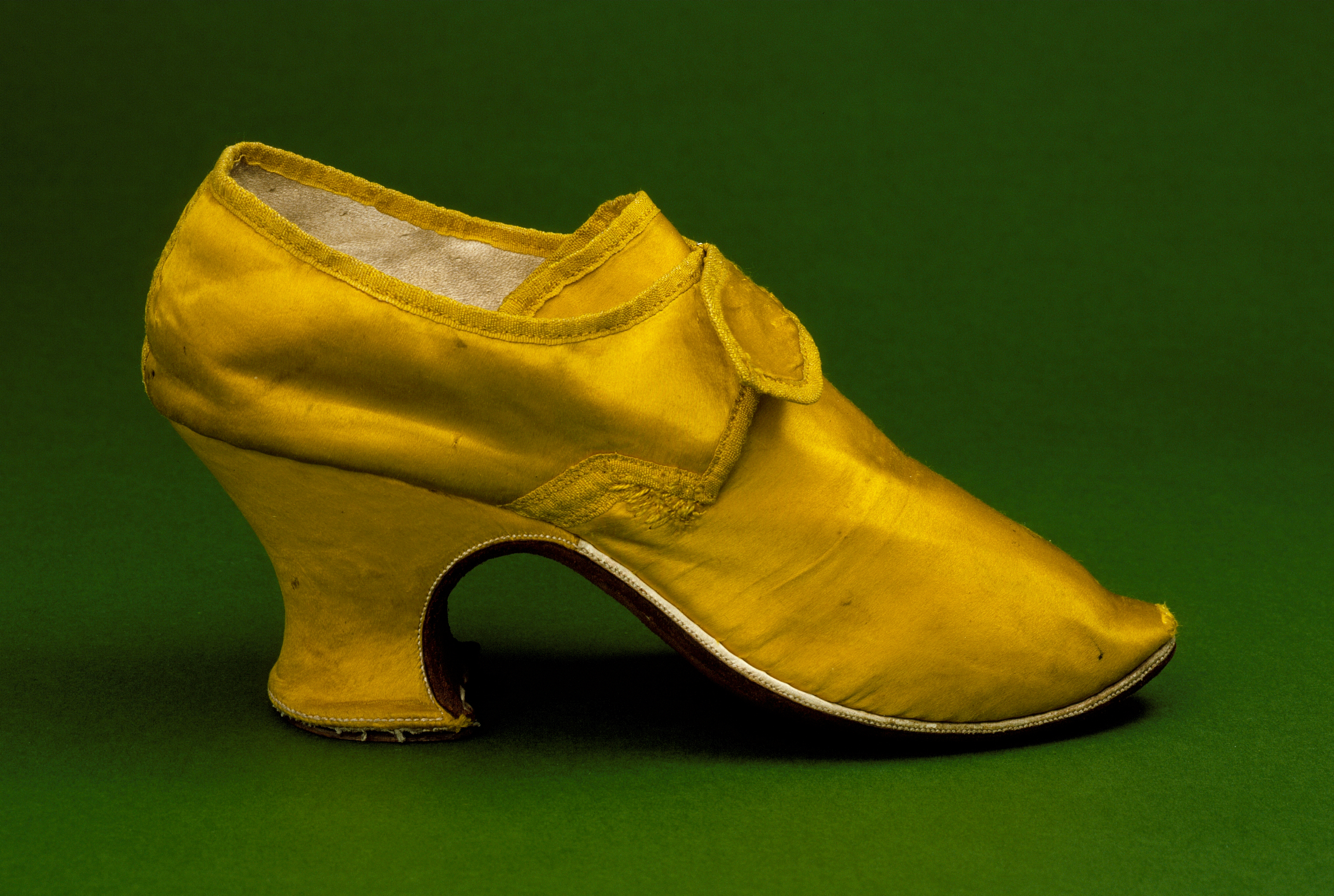
Scarpa femminile in seta gialla, c.1760–65

### Scarpe
Le scarpe femminili dell'epoca avevano un tacco alto e incurvato (chiamato "alla louis") ed erano realizzate in tessuto o in cuoio a seconda degli usi, con la possibilità di applicarvi delle fibbie decorative. Le fibbie erano realizzate in metallo lucente (solitamente argento) e talvolta potevano includere pietre vere o finte.

### Acconciature
Dagli anni '70 del Settecento iniziarono a diffondersi parrucche femminili particolarmente alte, talvolta completate da piume o da altre decorazioni. Per creare l'effetto di acconciature particolarmente alte, le dame utilizzavano talvolta anche capelli di recupero, crini di cavallo o lana per innalzare la composizione, tenute attaccate ai capelli veri attraverso una pomata apposita composta da diversi ingredienti tra cui grasso di maiale, sego, midollo di manzo e olio. Il tutto veniva poi incipriato per conferire il caratteristico colore bianco.

### Moda francese

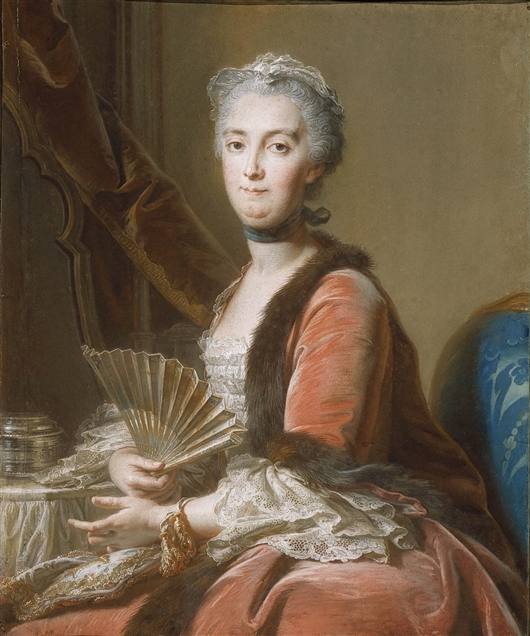
Francia, 1751
Francia, 1754
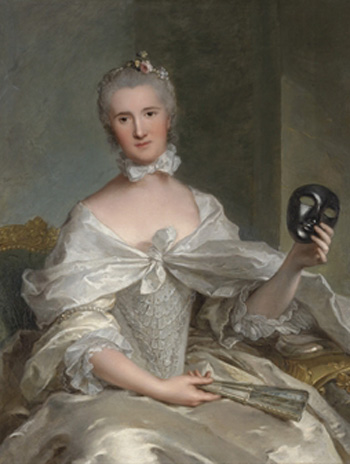
Francia, 1754
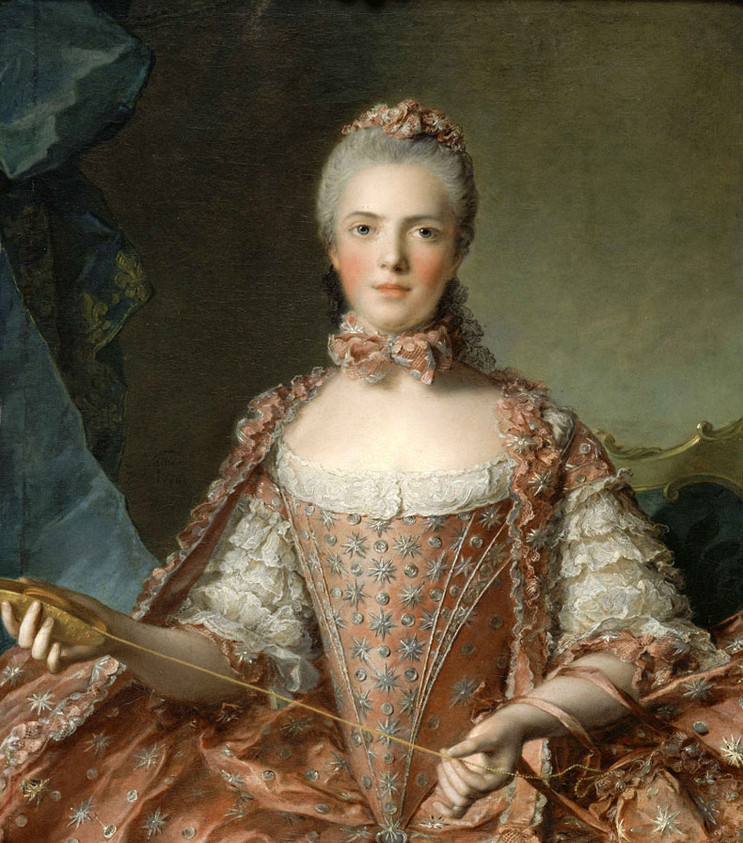
Francia, 1756
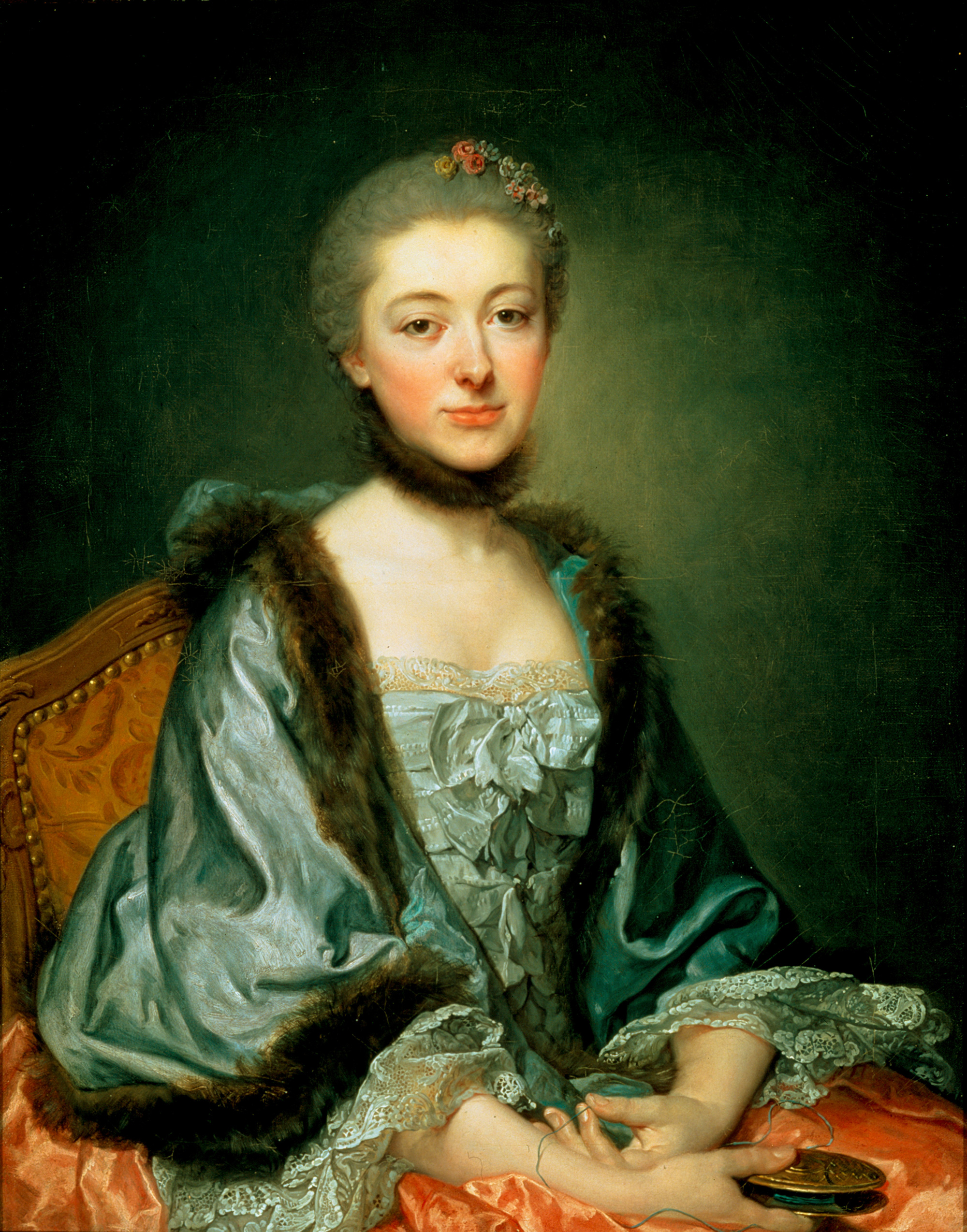
Francia, 1757
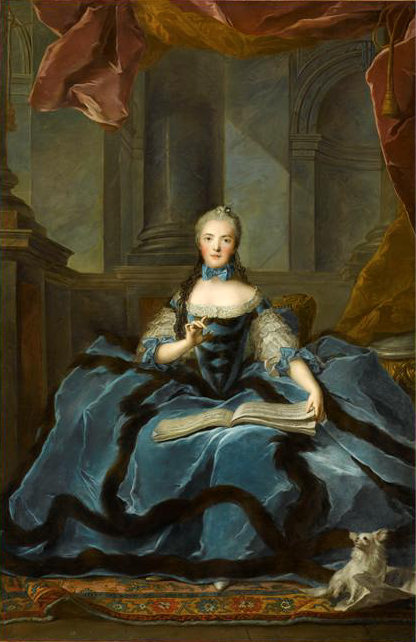
Francia, 1758
Francia, 1759
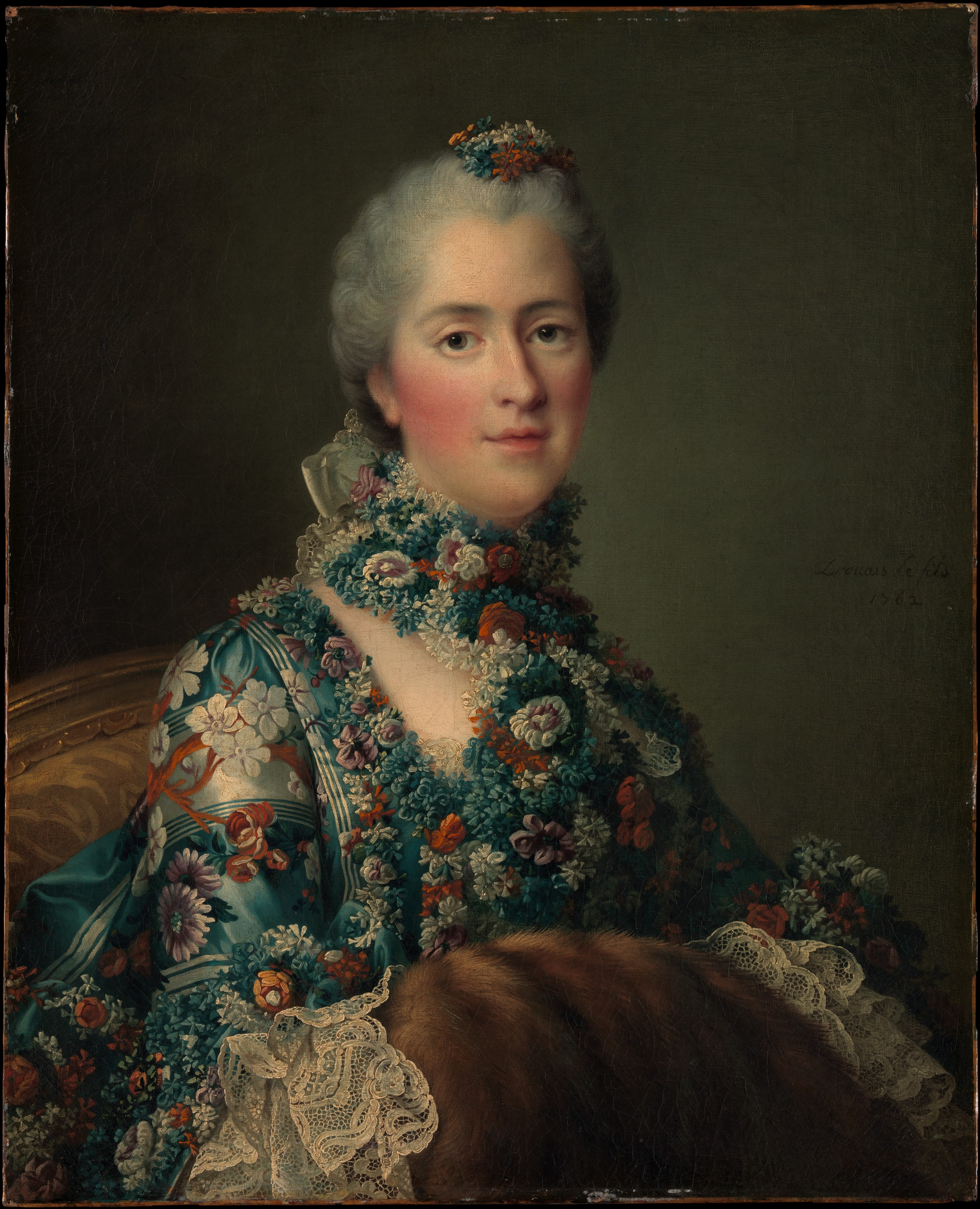
Francia, 1762
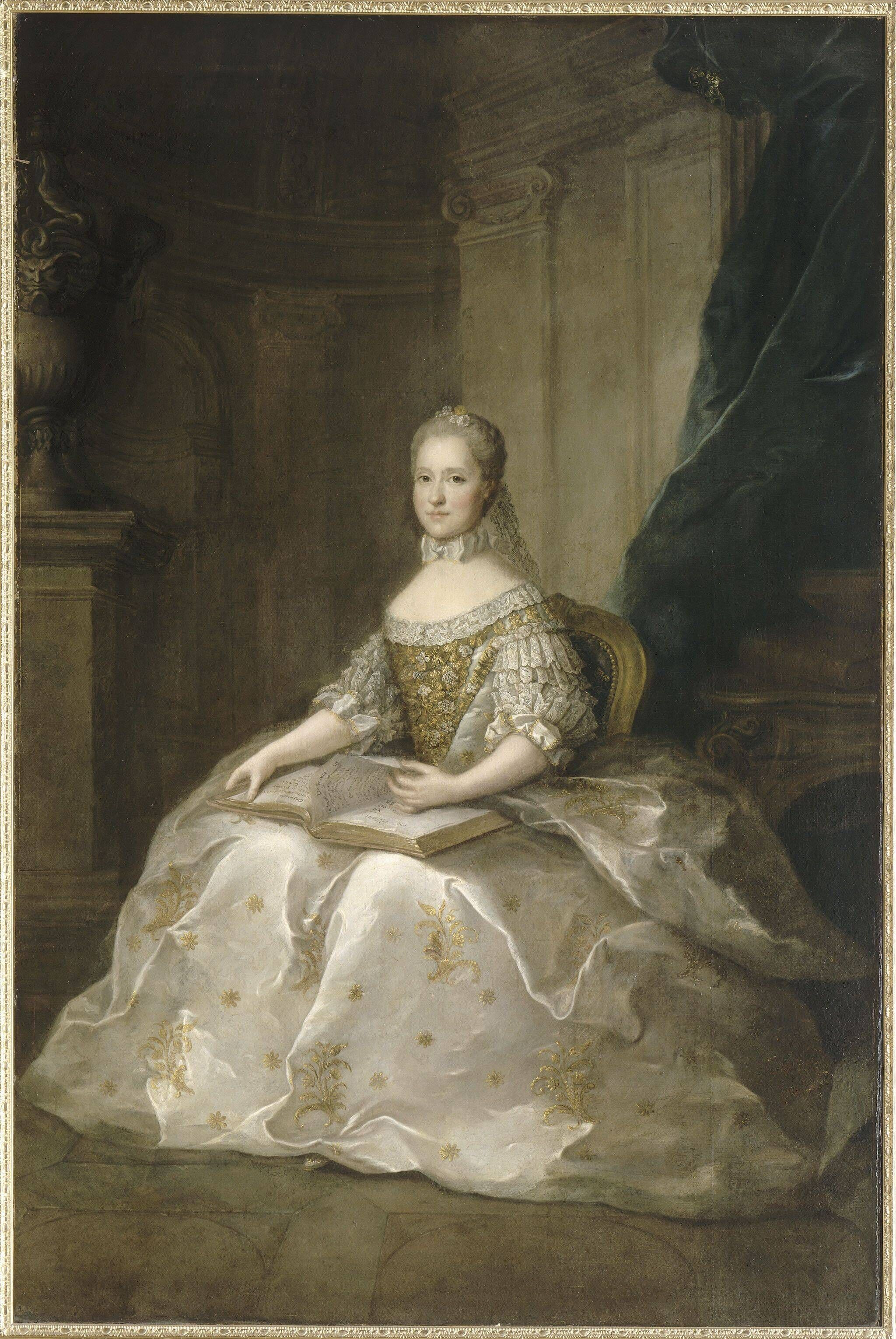
Francia, 1764
Francia, 1766
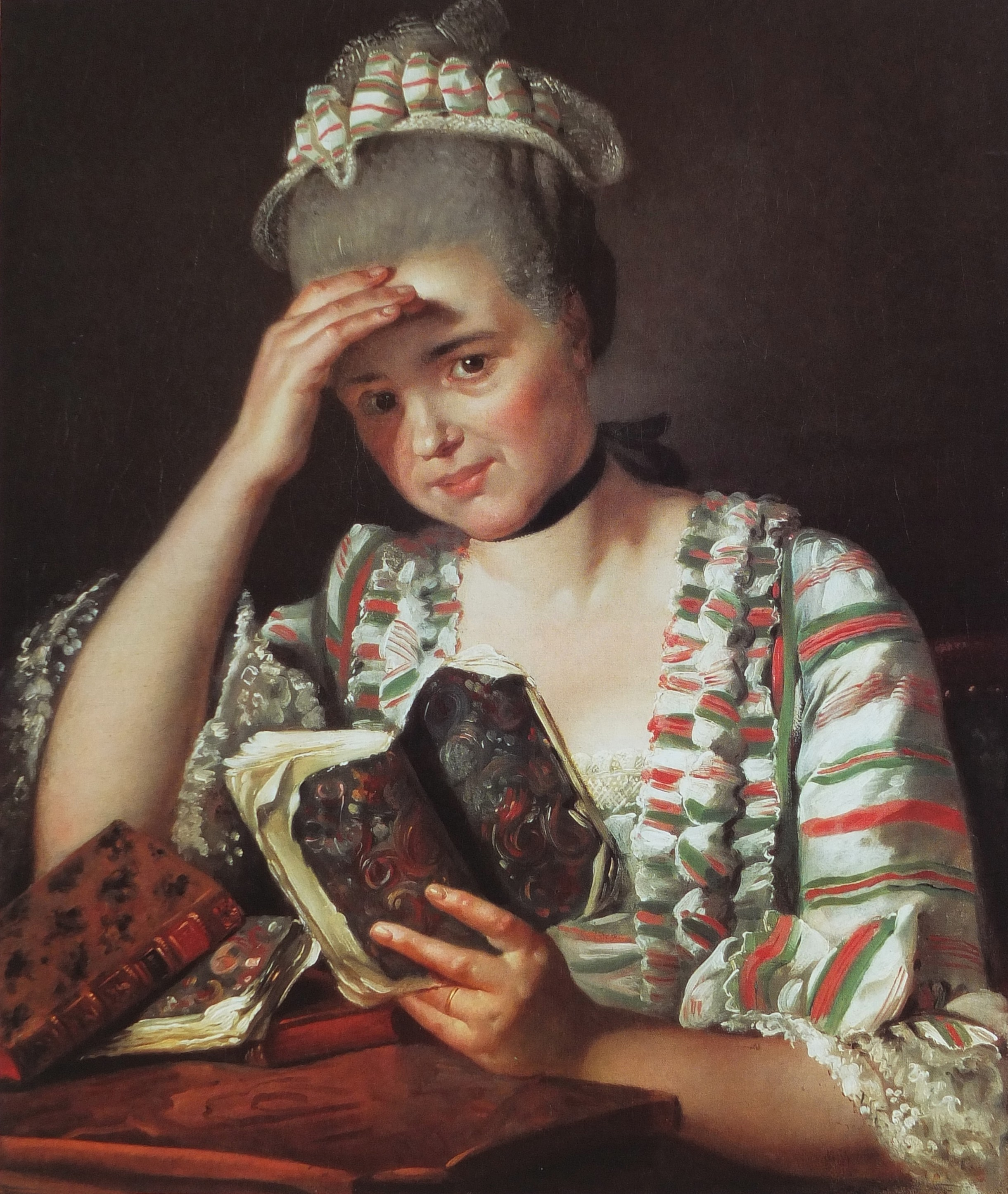
Francia, 1769
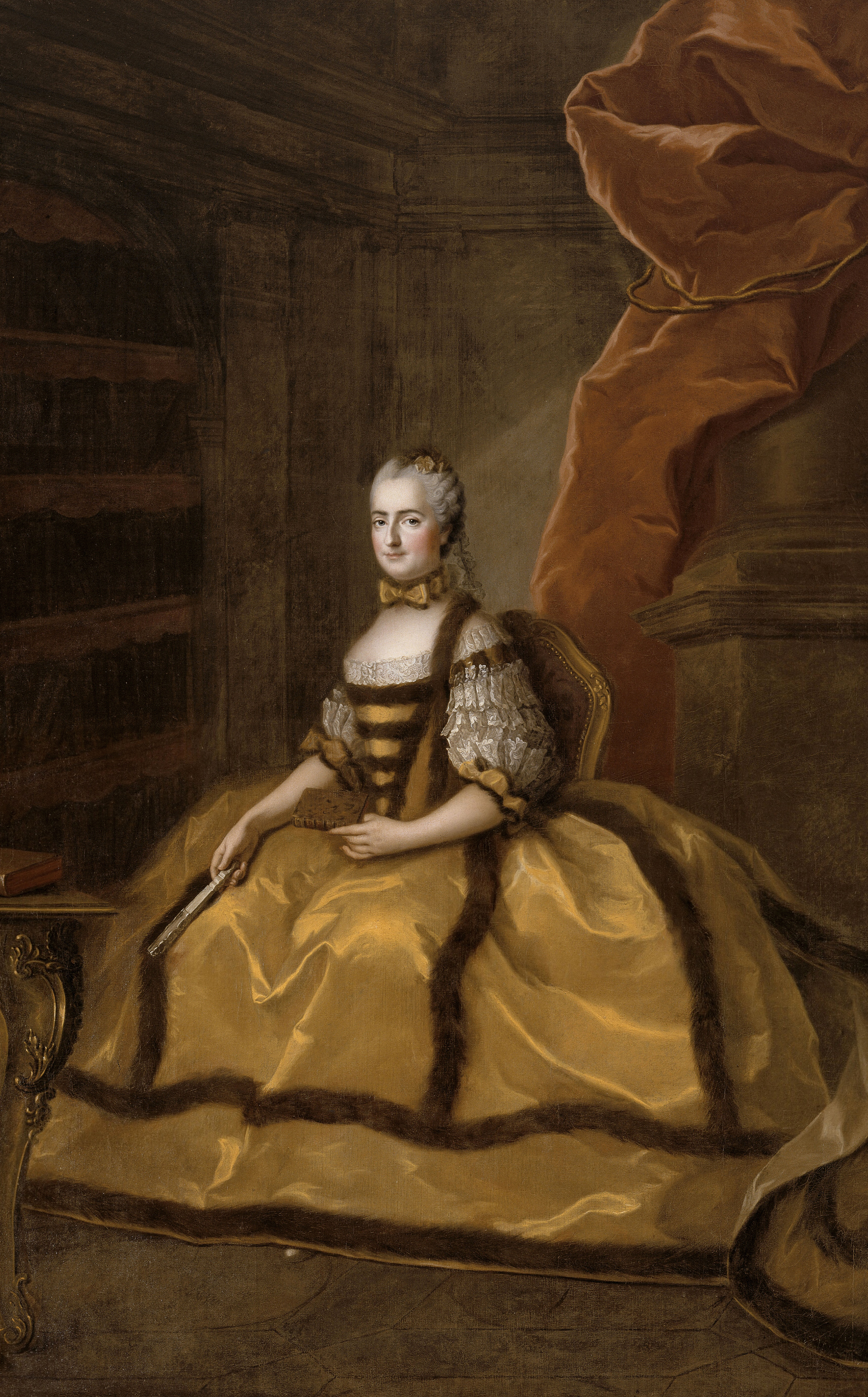
Francia, 1770
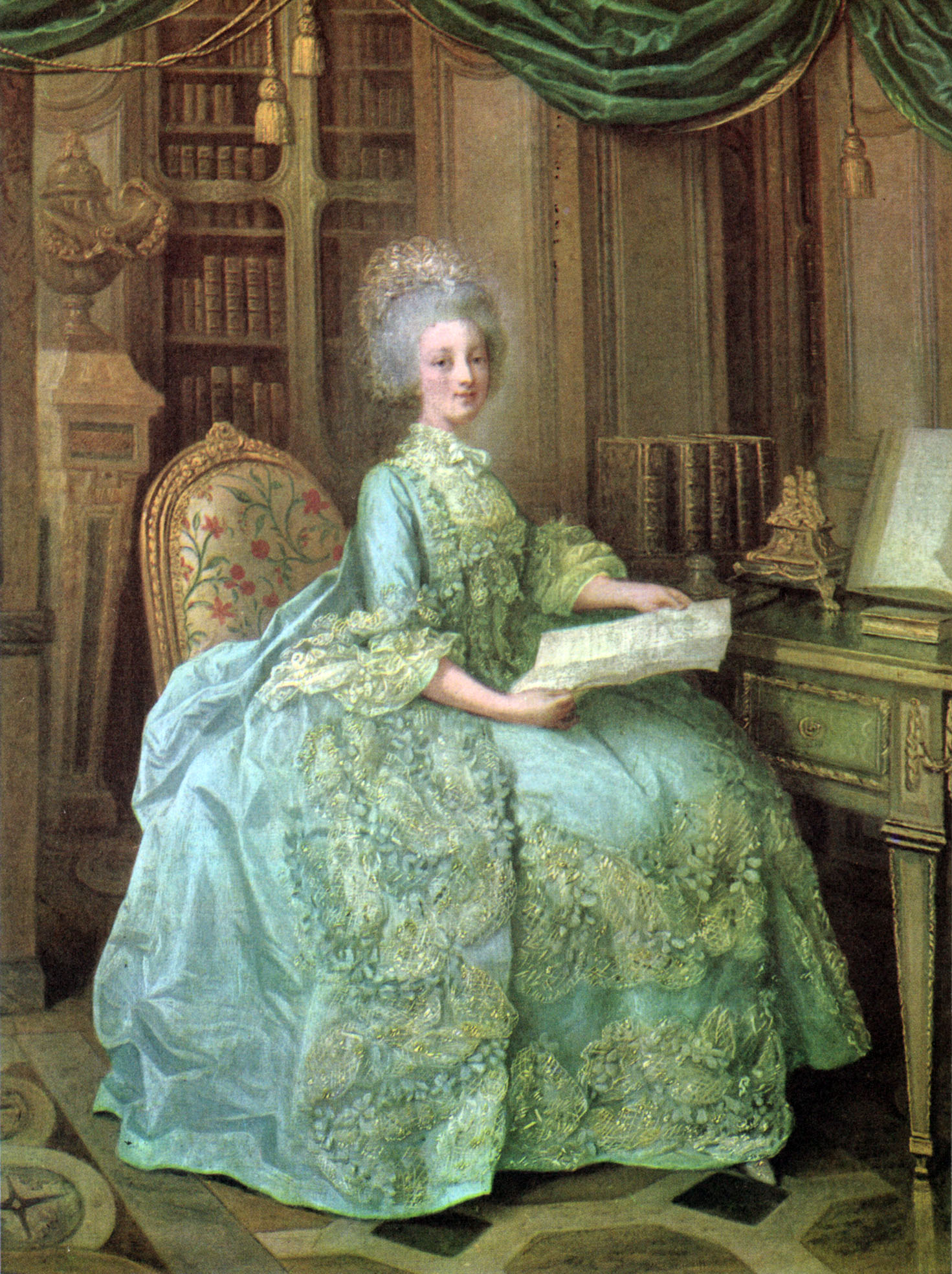
Francia, 1770
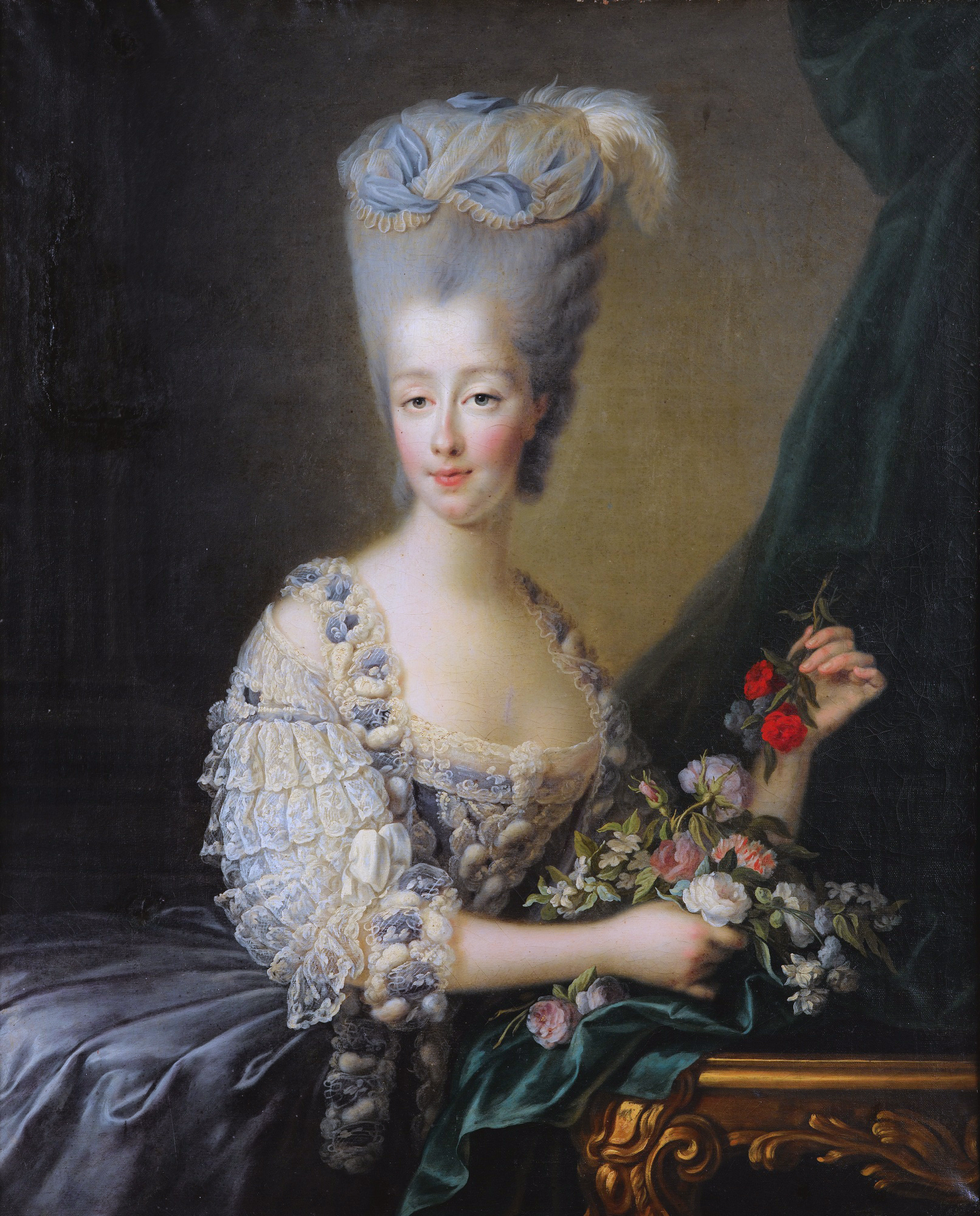
Francia, 1775

## Moda maschile

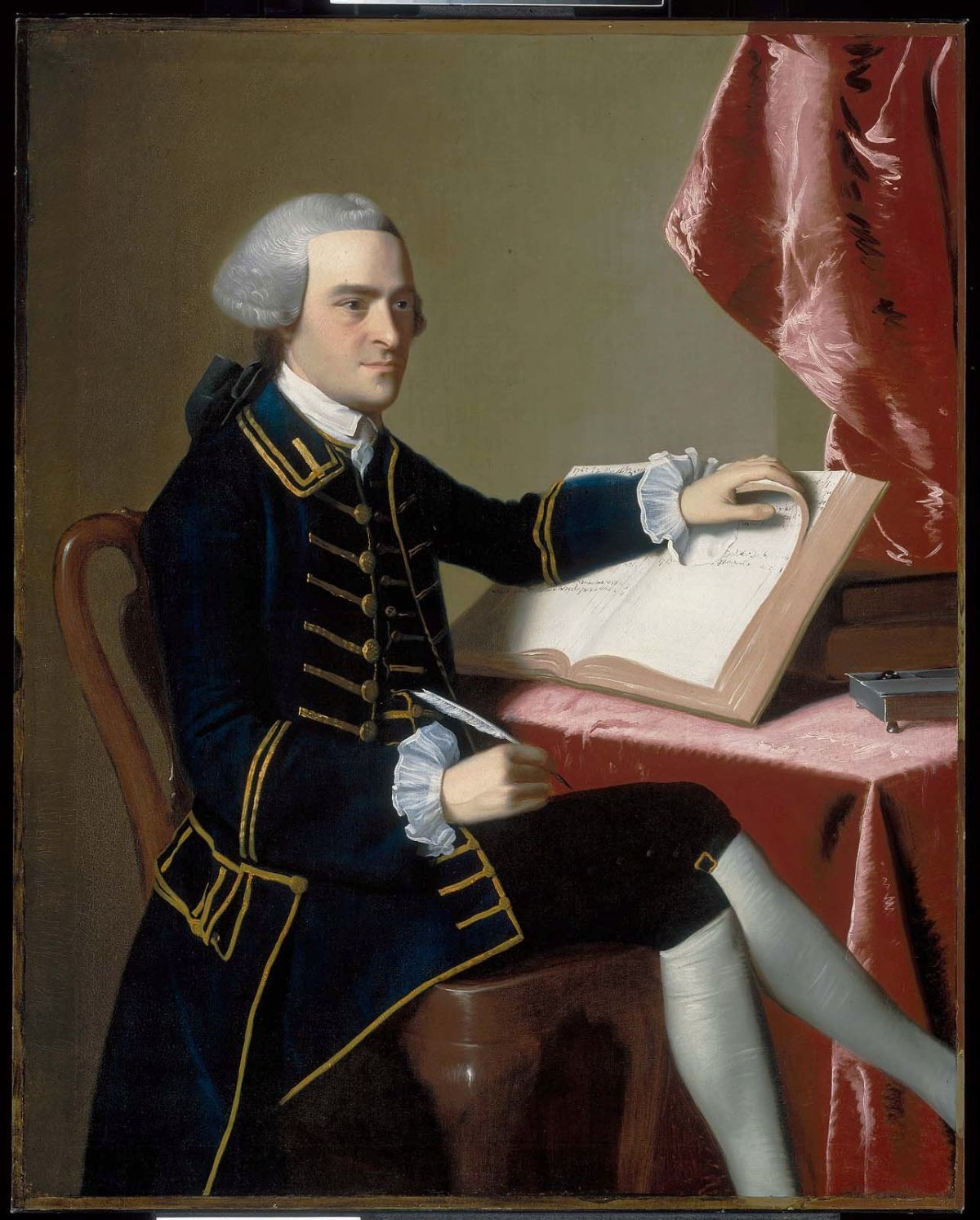
John Hancock di Boston indossa una giubba con collo alto, giustacorpo e braghe blu scuro decorate con fili d'oro, 1764

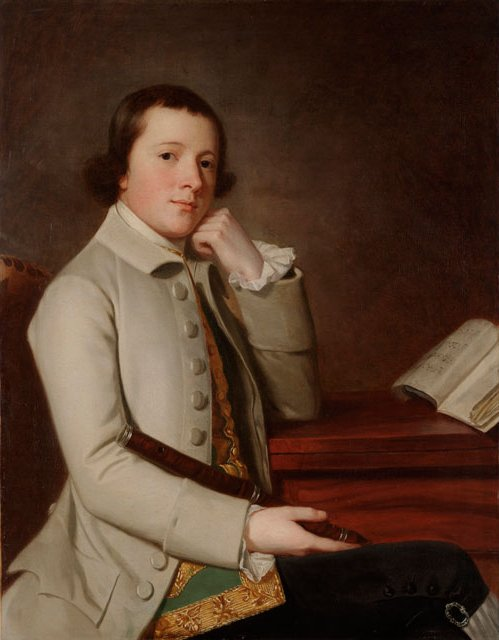
Giovane col flauto di George Romney. Il ragazzo raffigurato indossa un giustacorpo dorato sotto la propria giubba. Le sue braghe hanno bottoni e al ginocchio. Dipinto degli anni '60 del Settecento.

Per tutto il periodo compreso nel terzo decennio del Settecento, gli uomini continuarono ad indossare abiti di moda già nel mezzo secolo precedente, ovvero la classica formula composta da giubba, giustacorpo e braghe. Ad ogni modo vennero apportati dei cambiamenti sia nei tessuti che nei tagli degli abiti. Per il rinnovato entusiasmo favorevole agli sport all'aperto, sete ricamate e velluti tipici dell'abito di corte vennero gradualmente abbandonati a favore di abiti in lana e in cotone anche per le occasioni più formali. Questo stile più casual rifletteva l'immagine dominante della "nonchalance." Lo scopo era divenuto quello di apparire alla moda anche con abiti meno costosi e più confortevoli.

### Giubba
La giubba diviene un elemento del vestiario maschile più aderente al corpo rispetto al periodo precedente e quindi anche i giustacorpi si accorciano, non più a mezza gamba. I giustacorpi potevano essere con o senza maniche.
Come nel periodo precedente, in casa si indossava un particolare tipo di vestiario chiamato banyan, aperto sul davanti e senza bottoni, sopra le braghe ed il giustacorpo. Solitamente intellettuali o filosofi si facevano ritrarre mentre indossavano il banyan, talvolta indossando un cappello di stoffa anziché la classica parrucca incipriata come segno di rilassatezza e anticonformismo.
Nel contempo iniziò a diffondersi la redingote, una sorta di giubba derivata dal giubbotto utilizzato dalla classe lavoratrice, prevalentemente in Gran Bretagna ed in America settentrionale.

### Camicie
Le camicie erano ancora corredate da pizzi nelle maniche e sul collo.

### Braghe, scarpe e calze
Come nel periodo precedente, le braghe giungevano fino a sopra il ginocchio.
Le scarpe erano di cuoio e portavano fibbie, abbinate a calze di seta. Gli stivali erano indossati per la caccia oltre che in guerra. Come per le dame, anche le scarpe potevano avere fibbie realizzate in metalli lucenti (solitamente argento) con pietre vere o false incastonate. Queste fibbie raggiunsero nel terzo quarto del Settecento dimensioni ragguardevoli e una delle più grandi collezioni museali al mondo si trova oggi a Kenwood House.

### Acconciature
Le parrucche erano indossate dalla borghesia e dall'aristocrazia, oppure questi portavano capelli lunghi che venivano poi pettinati come le parrucche e sostenute sul retro con una coda con un nastro nero. Le parrucche erano corte, ma le parrucche allonge continuarono ad essere popolari tra gli anziani. I capelli venivano incipriati in occasioni formali.
Si diffuse oltremodo l'uso del tricorno come cappello.

### I maccaroni

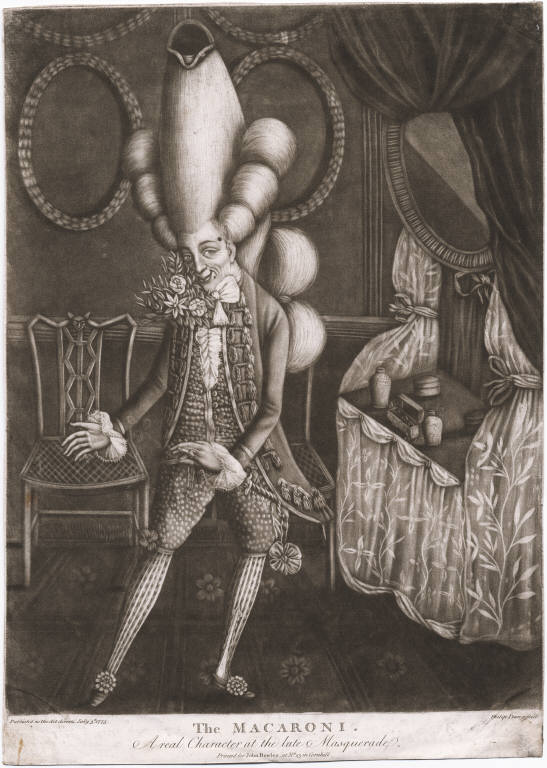
Una caricatura del 1773 che mostra lo stile esagerato di un maccaroni

La moda del maccaroni crebbe tra coloro che compivano il Grand Tour in Europa. I giovani dell'élite del XVIII secolo erano soliti viaggiare in Europa per istruirsi ed acculturarsi sul mondo attorno a loro. Una delle mete favorite era l'Italia dove i visitatori potevano notare e spesso assimilare i costumi locali e riportarli poi nella loro patria d'origine. Particolarmente influenzati furono i giovani dell'aristocrazia inglese che a metà del Settecento iniziarono a vestire "alla maccaroni" con vestiti elaborati contraddistinti da giubbe corte e pantaloni attillati, parrucche larghe ed esagerate e scarpe delicate, oltre a piccoli cappelli. Questa moda, originariamente oggetto di scherno, divenne ben presto popolare presso alcune classi sociali e pertanto quanti intraprendevano il Grand Tour preparavano solitamente un abbigliamento in tal guisa.
I maccaroni, ad ogni modo, vennero spesso criticati in patria per essere androgini ed effeminati. Per questo motivo, la moda dei maccaroni divenne oggetto di caricature e pamphlets. Questi costumi esagerati, contrastavano profondamente con la moda maschile dell'epoca ed erano visti come frivoli. In Inghilterra si arrivò ad affermare che il diffondersi di questa moda avrebbe potuto minare la reputazione della nazione.
Anche se molti criticarono questo stile, altri lo lodarono come segno di dimostrazione di libertà nella propria identità personale.

## Abbigliamento per bambini
Durante questo stesso periodo, i vestiti indossati dai bambini delle classi alta e media dai 7 anni in su indossavano solitamnete vestiti per adulti in forma ridotta, con l'eccezione delle bambine che solitamente avevano meno scollature e non avevano la coda nelle proprie gonne.

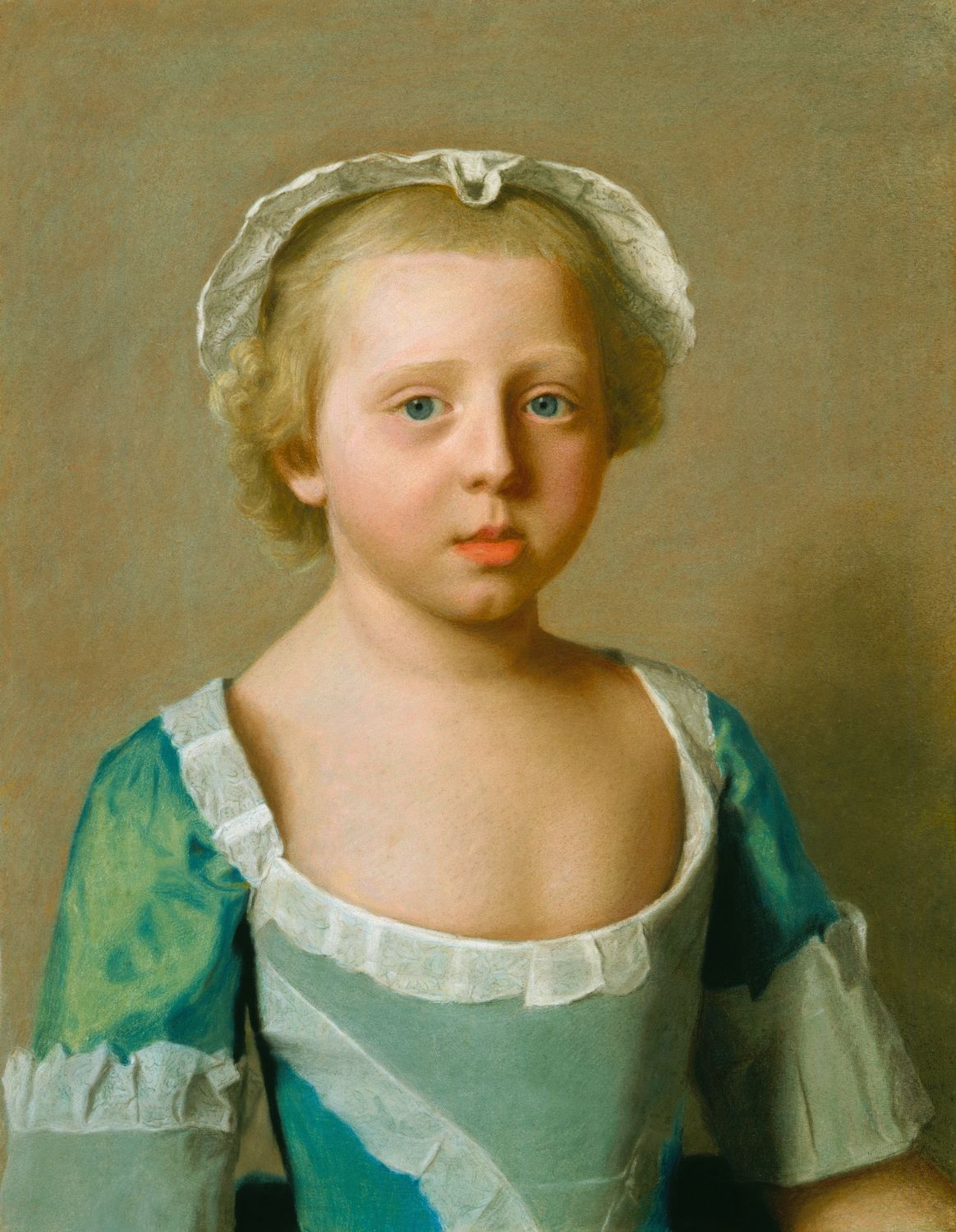
1 – 1754
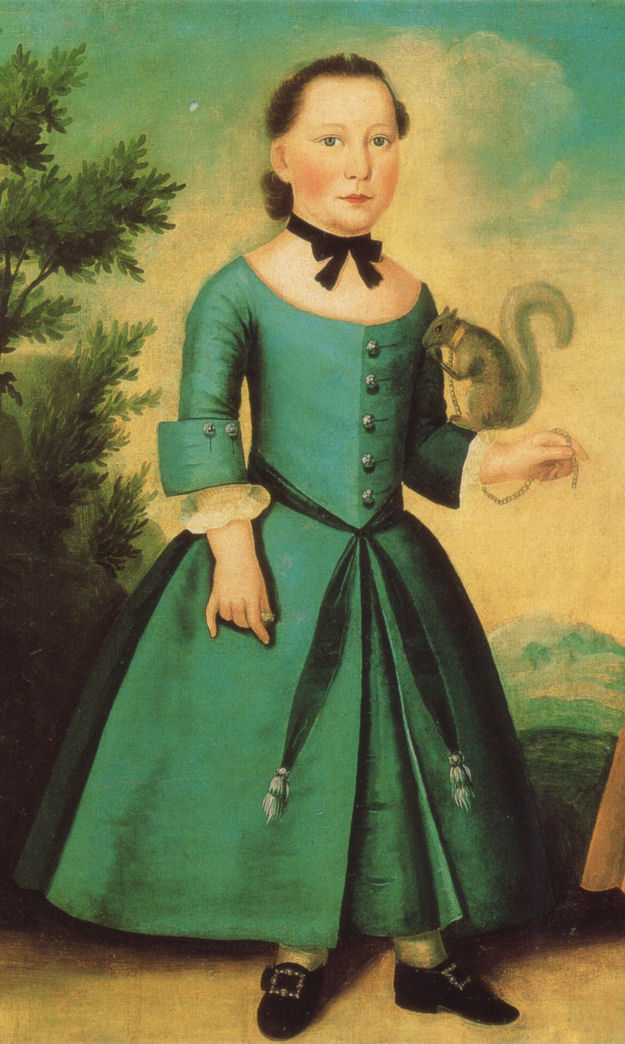
2 – 1755–60
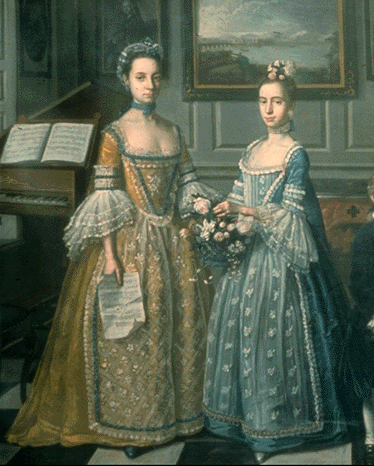
3 – 1762
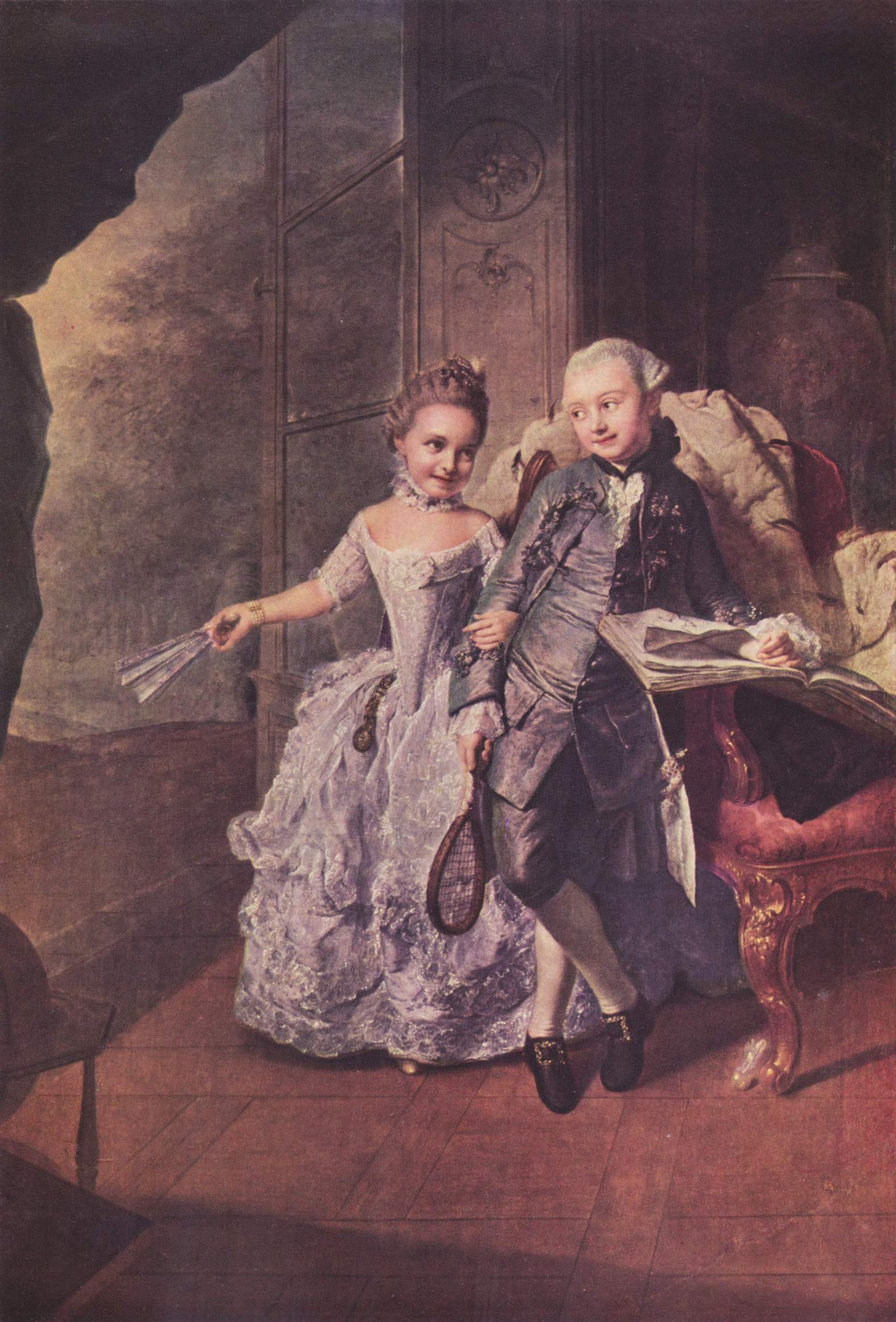
4 – 1764
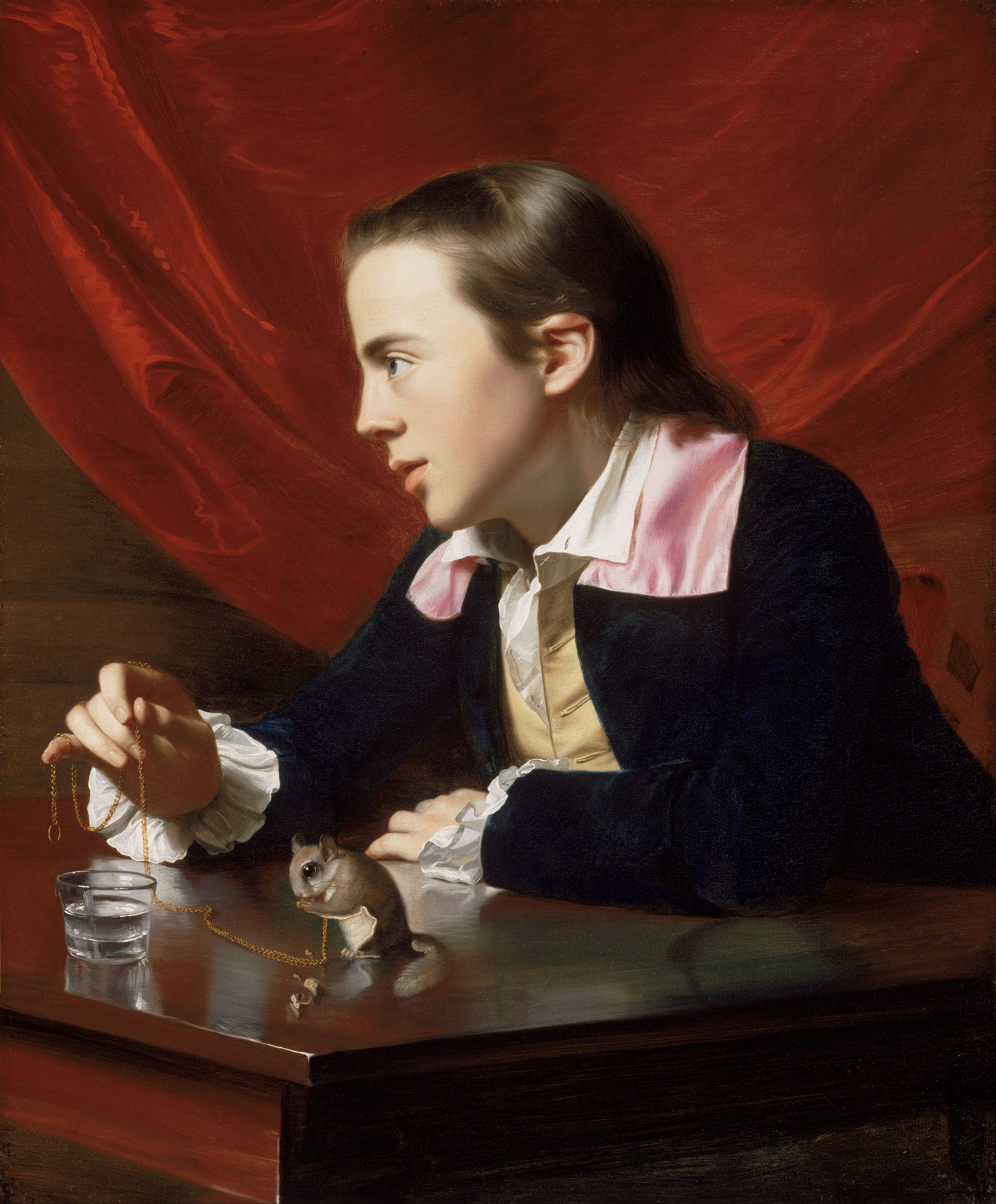
5 – 1765
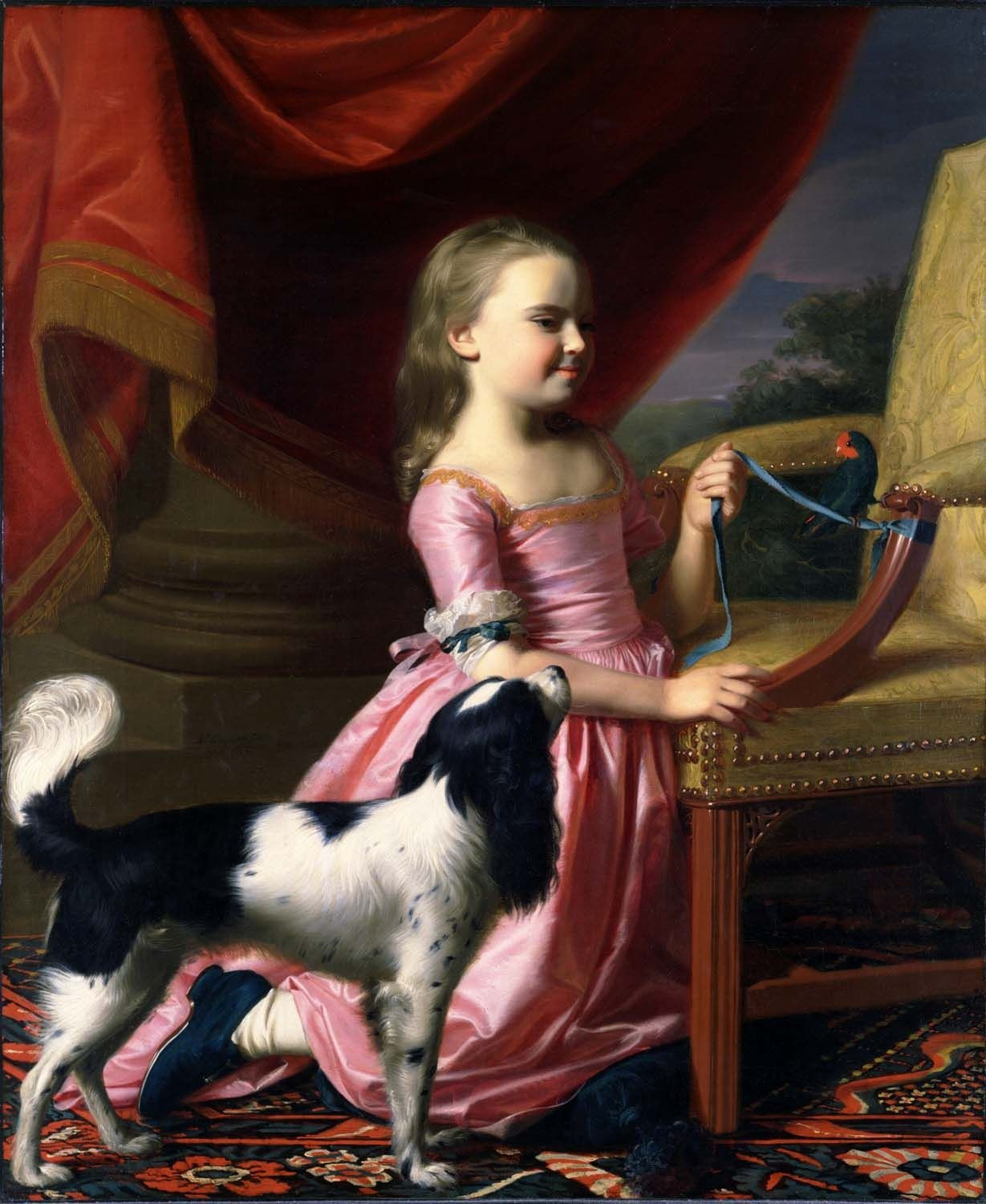
6 – 1767
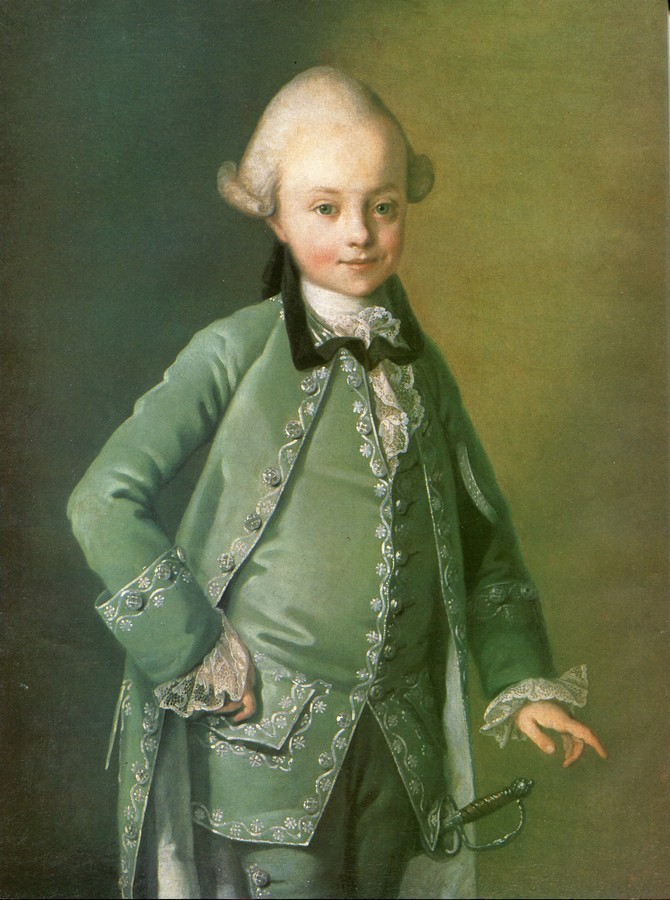
7 – circa 1770
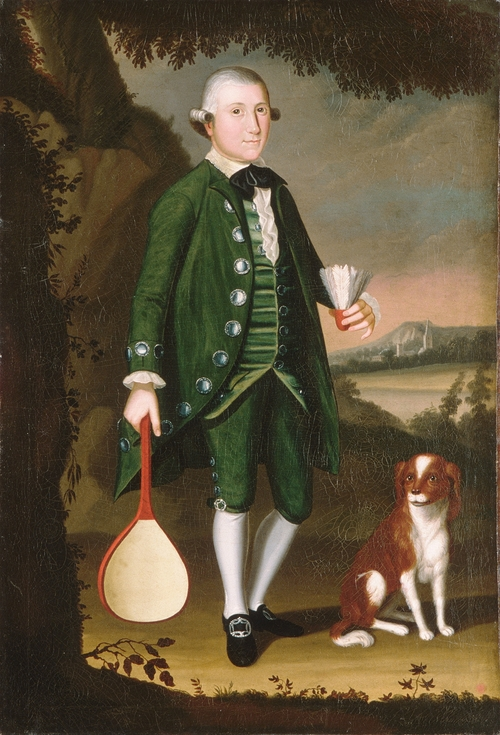
8 – 1770–75

1. Costume di una ragazza del 1754.
2. Vestito di bambina, c.1755–60
3. Giovani ragazze irlandesi con sopragonne di pizzo e ricami, 1762.
4. Il principe e la principessa di Meclemburgo indossano versioni in miniatura degli abiti degli adulti come era in uso presso le classi alte della società. 1764.
5. Un ragazzo americano che indossa una redingote con finiture in satin rosa sopra un giustacorpo a toni leggeri, 1765.
6. Una ragazza americana del 1767 indossa un vestito di satin rosa e scarpe nere con tacchi bassi.
7. Giovane bambino russo in abito da corte, con capelli incipriati e una spada in miniatura, c. 1770.
8. Tenuta da ragazzo del 1770.

## Vestiti della classe lavoratrice

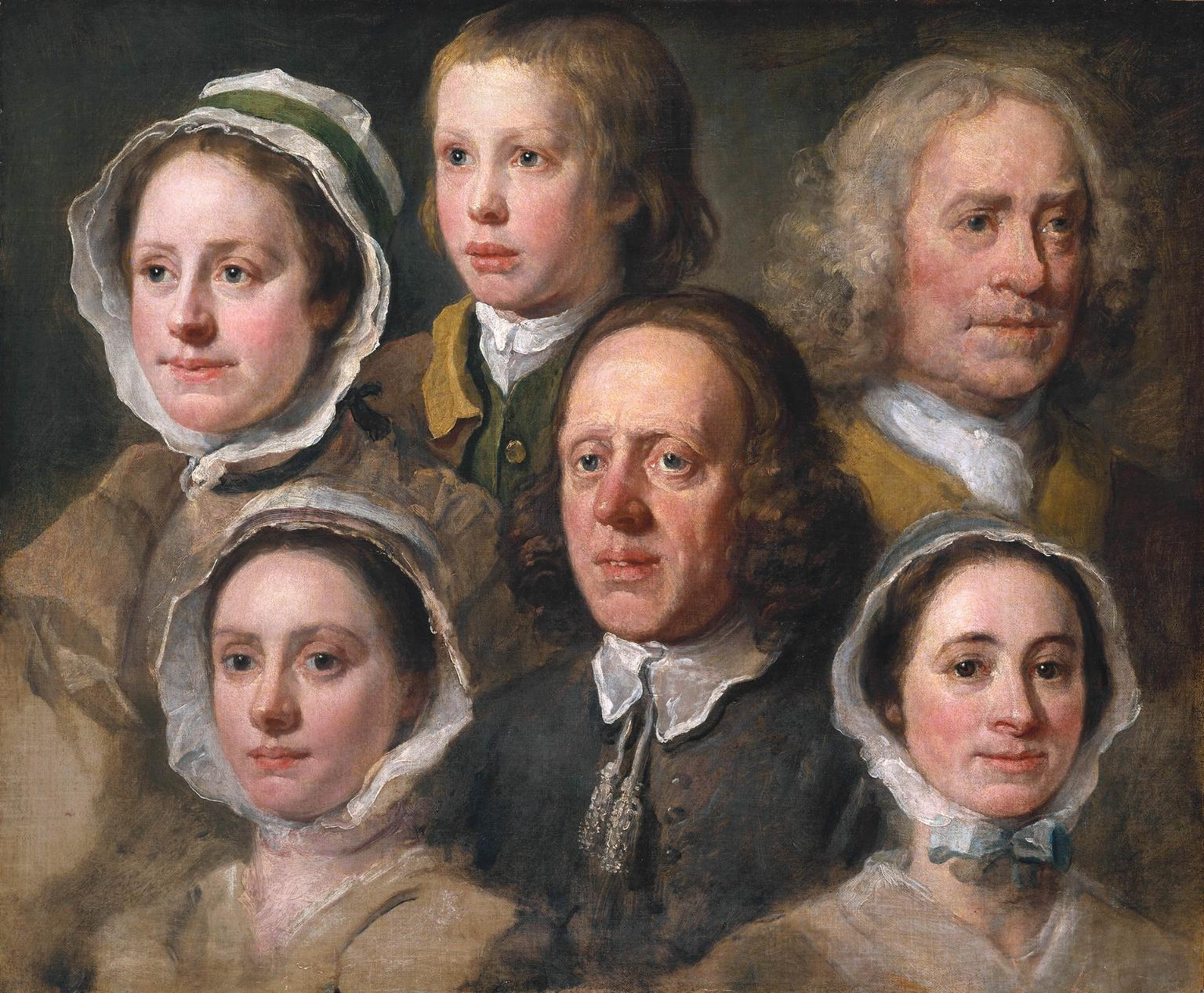
Ritratto della servitù di William Hogarth (Inghilterra, 1750 circa)

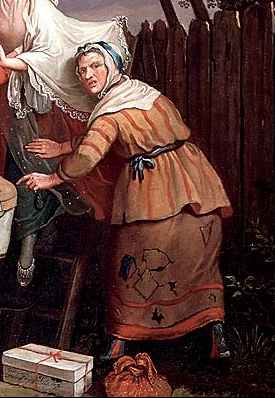
Donna della classe lavoratrice indossa un vestito corto e una gonna rammendata in più punti, assieme ad una cuffia sul capo (Inghilterra, 1764 circa)

La classe lavoratrice del XVIII secolo indossava spesso abiti molto simili a quelli delle classi più alte, ma ovviamente non in tessuti preziosi né tantomeno con ricami o ornamenti. Gli uomini avevano giacche e, in particolare i marinai, indossavano veri e propri pantaloni anziché le braghe. I grembiuli erano utilizzati occasionalmente, in particolare per quei lavori che potevano portare a sporcare facilmente gli abiti. Le donne indossavano delle cuffie
Gli uomini avevano cappelli di feltro. Gli uomini che lavoravano coi cavalli portavano degli stivali.